# FO Гидры
FO Гидры (лат. FO Hydrae) — тройная звезда в созвездии Гидры на расстоянии приблизительно 1397 световых лет (около 428 парсек) от Солнца. Возраст звезды определён как около 5,942 млрд лет.
Пара первого и второго компонентов — двойная затменная переменная звезда типа Алголя (EA) или затменная переменная звезда типа W Большой Медведицы (EW). Фотографическая звёздная величина звезды — от +10m до +9,5m. Орбитальный период — около 1,159 суток или 0,4696 суток (11,269 часа).
Открыта Куно Хофмейстером в 1931 году или в 1936 году**.

## Характеристики
Первый компонент — жёлто-белая звезда спектрального класса F0V, или F0. Масса — около 1,31 солнечной, радиус — около 1,62 солнечного, светимость — около 5,65 солнечной. Эффективная температура — около 7627 K.
Второй компонент — оранжевый карлик спектрального класса K0V, или K1IV. Масса — около 0,31 солнечной, радиус — около 0,91 солнечного, светимость — около 0,55 солнечной. Эффективная температура — около 5213 K.
Третий компонент — красный карлик спектрального класса M. Масса — около 0,1 солнечной. Орбитальный период — около 42,3 года.